# 阿根廷的威尔士人定居点
威尔士人在阿根廷的定居点被叫作Y Wladfa，即“殖民地”之意。它更完整的称呼是Y Wladfa Gymreig，即“威尔士人的殖民地”之意。此外，在历史上，它还有两个偶尔使用的名字：Y Wladychfa和Y Wladychfa Gymreig，这两个名字的意思分别为“殖民地”和“威尔士人的殖民地”。威尔士人在阿根廷的定居点始建于1865年，它主要位于巴塔哥尼亚地区遥远南部的丘布特省沿岸。在19世纪和20世纪的早期，阿根廷政府支持了欧洲移民们居住在这个国家的布宜诺斯艾利斯地区以外的地方；在1856年到1875年之间，各个民族的移民们的定居点被建立在了圣菲与恩特雷里奥斯之间，其数量不下于34个。除了在丘布特的主要殖民地以外，44名离开了丘布特的威尔士人还在圣菲建立了一块更小的殖民地，而另一群威尔士人还定居在了布宜诺斯艾利斯省南部的苏亚雷斯上校镇。在21世纪早期，大约有50000名巴塔哥尼亚人是威尔士裔。那些威尔士裔阿根廷人社区主要是以盖曼、特雷利乌、特雷韦林为中心。根据丘布特該省的估算，说威尔士语者的人数大约有1500人，而其他地方的估算则认为数量为5000人。

## 历史

### 1865年的第一批拓荒者
在南美洲建立一块威尔士人殖民地的构想的提出者是迈克尔·丹尼尔·琼斯教授。他是一位威尔士民族主义者，也是巴拉的一位非英国国教徒传教士。他号召建立一个新的“威尔士以外的小威尔士”。他在美国度过了若干年，期间他注意到，比起其他民族的人来，威尔士人移民被同化得非常快并且通常会失去他们的许多威尔士人特性。他建议建立一块远离英语的影响的说威尔士语的殖民地。他招募了拓荒者并提供了融资。澳大利亚、新西兰，甚至巴勒斯坦都被考虑过了，但是巴塔哥尼亚最终被选择了。这是因为该地是孤立的，并且阿根廷人显得很慷慨地提供了丘布特河沿岸的100平方英里（260 平方千米）的土地，以作为为阿根廷开拓巴塔哥尼亚的仍未被征服的土地的交换条件。
在1862年行将结束之际，拉夫·琼斯-帕里与刘易斯·琼斯（特雷利乌就是以他命名的）动身前往巴塔哥尼亚，去决定那个地方是不是一个适合于威尔士人移民的地区。他们首先造访了布宜诺斯艾利斯并在当地与内政部长吉列尔莫·罗森（罗森就是以他命名的）进行了讨论。在达成了协议之后，他们向南挺进。他们乘坐小船“坎德拉里亚号”抵达了巴塔哥尼亚并被暴风驱使进了一座海湾。这座海湾被命名为了马德林港（Porth Madryn，威尔士语），这是以琼斯-帕里在威尔士的庄园来命名的。在他们的登陆地附近发展起来的那座镇子现在也被叫作了马德林港（Puerto Madryn，西班牙语）。他们返回了威尔士，并宣布了该地区非常适合被殖民。
丘布特谷及其附近地区的永久性欧洲人定居点始建于1865年7月27日。153名威尔士人拓荒者乘坐改装的运茶叶的快速帆船“米莫萨号”于当日抵达。雇用“米莫萨号”进行这次航行并改装它为客运船耗费了2500英镑，而从利物浦到巴塔哥尼亚的船票是成人12英镑，儿童6英镑，不过不管是否有力支付，任何愿意旅行的人都被带上了这次行程。“米莫萨号”的拓荒者们包括裁缝、鞋匠、木匠、造砖匠、矿工，其中有56名已婚成人、33名未婚男子或鳏夫、12名单身女子（通常是已婚移民的姐妹或女仆），以及52名儿童。他们中农民极少，因此当他们发现该地区的好东西都被卖空了，而他们登陆的地方是一块食物极少的干旱的半沙漠时，这一点就显得尤为不幸。他们被告知这个地区类似于低地威尔士。在海岸边，饮用水极少，而这群人在步行穿越这个燥热的平原时只有一辆独轮车来运输他们的东西。在行进中，一些人死了，而一名名叫玛丽·汉弗莱斯的婴儿出生了。这些拓殖者中，只有约翰·威廉姆斯一人有着各种基本的医术。
这些拓殖者到达了丘布特河谷之后所建立的第一个定居点是一座小堡垒。这座堡垒的所在地之后就成为了罗森，即现在的丘布特省首府。那里的第一批住房在1865年被一场突如其来的洪水冲走了，不过新的住房后来又被建造了起来。那一场洪水还冲走了馬鈴薯、玉米等作物。该地区的降雨量也比这些拓殖者之前预期的少得多，这又导致了庄稼歉收。

### 1866年-1888年的巩固

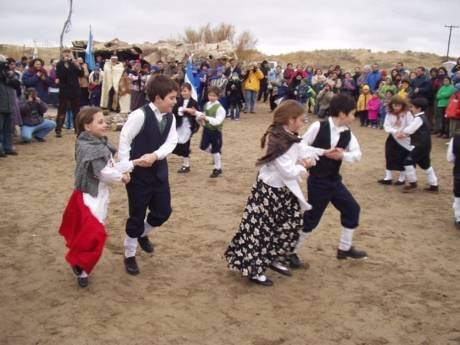
罗森的威尔士人传统活动

这群拓荒者在他们抵达了差不多一年之后与当地的切韦勒切人进行了首次接触。最初的若干年里，双方间有着猜疑和小量的暴力行为。经过了这些难相处的岁月之后，切韦勒切人与威尔士人建立起了友好的关系并帮助他们的定居点渡过了最初的缺少食物的时期。这群在阿龙·詹金斯（他的妻子蕾切尔是最先提出系统地使用灌溉水道这一理念的人）领导下的拓荒者们以丘布特河（威尔士语叫"卡穆伊河"，"Afon Camwy"，“打漩河”）为基础，很快地建立起了阿根廷的第一个灌溉系统。这一系统灌溉了这条50英里（80千米）长的河流的两岸各三四英里（五六千米）的地区，并创造出了阿根廷最肥沃的小麦地。最初这群拓荒者主要是自治的，他们所有的18岁或18岁以上的男人和女人都有权利投票。到了1885年，他们的小麦产量达到了6000吨，并且这个殖民地生产的这些小麦还在巴黎和芝加哥的国际展览会上赢得了金奖。
丘布特河的河口很浅，并且那里有着移动着的沙洲，所以在河口航行是困难的。因此人们决定修一条铁路来连接"下丘布特谷"到瓦尔德斯半岛南面的"新海湾"畔的马德林港。刘易斯·琼斯是这项活动的推动者，而在1884年，阿根廷国会批准了"丘布特中央铁路"的建造。由于在当地筹集这个项目的资金显得很困难，于是刘易斯·琼斯去了英国以寻求资金，并且他还在英国得到了工程师阿萨赫尔·P·贝尔的帮助。这条铁路始建于1886年，另外465名威尔士拓荒者乘坐汽船“灶神号”也来帮助了它的修建。在修建中的铁路的终点站诞生起来的城镇被命名为了"特雷利乌"（刘镇），以向刘易斯·琼斯致敬。这座城镇快速壮大，而在1888年，它成为了“丘布特贸易公司”（西班牙语："Compañía Mercantil del Chubut"）的总部。

### 1885年-1902年的向安第斯山脉的扩张
到了19世纪80年代中期，下丘布特谷的大多数优良的农业地都已被占有了，这群拓殖者发动了几场远征，去探索巴塔哥尼亚的其他地带，以寻找额外的耕地。在1885年，这些威尔士人请求丘布特省省长路易斯·霍尔赫·丰塔纳允许他们筹备一场探索丘布特的安第斯部分的远征。丰塔纳决定亲自陪同这场远征。到了1885年11月底，他们到达了一片肥沃的地带。这些威尔士人们将它命名为了"希夫里德谷"（"Cwm Hyfryd"，“宜人谷”）。这成为了另一个威尔士人定居点的所在地，在西班牙语里被命名为了"十月十六日殖民地"（"Colonia 16 de Octubre"）。随着这里的人口的增加，埃斯克尔镇和特雷韦林镇也被建立。
这一地区成为了阿根廷与智利间的一场争执的一个对象。两国间的边境最初是一条连接了该地区的各个最高山峰的线，但是之后他们清楚认识到，这条线与分割了各个流域的那条线不是同一条线，因为该地区有一些河流是向西流的。阿根廷与智利同意了请英国来扮演仲裁者，而那些威尔士拓荒者们的观点也被详细讨论了。在1902年，尽管智利答应给每个家庭一里格土地，然而这些家庭还是投票留在阿根廷。

### 1899年-1915年的下丘布特谷的挫折
在19世纪90年代和20世纪00年代，洪水造成了严重的灾害，这使得罗森和盖曼遭到破坏，并且罗森受到的破坏程度更大，不过特雷利乌却未受影响。拓荒者们与阿根廷政府之间也有了争论。阿根廷政府采用了征兵制并督促到了当兵年龄的男子们在每周日进行训练。这便与这些拓荒者们的守安息日的信条有了冲突并造成了很大的反感。这一情况最后因为阿根廷总统胡利奥·阿根廷诺·罗卡的介入才被解决。由于这些因素，再加上缺乏未被占领的可耕之地，234人乘坐“奥里萨号”在1902年5月14日动身往利物浦去了。他们中有208人在之后又动身往加拿大而去，在六月底抵达了萨斯喀彻温的索尔特科茨，不过这些家庭有一些之后又回到了丘布特。还有其他一些拓荒者迁到了阿根廷的内格罗河省。那些离开了丘布特的人有许多都是没能成功获取自己的土地的后来者，并且他们被更多的来自威尔士的移民们取代了。到了19世纪末，生活在丘布特的威尔士裔人约有4000。最后一批来自威尔士的大规模移民是在一战前夕到达的，这之后进一步的移民便终止了。在1886年到1911年间，大约有1000名威尔士移民抵达了巴塔哥尼亚。根据这个基础和其他的统计资料，格林·威廉姆斯估计也许有不超过2300个威尔士人曾经直接移民到巴塔哥尼亚。

### 之后的发展

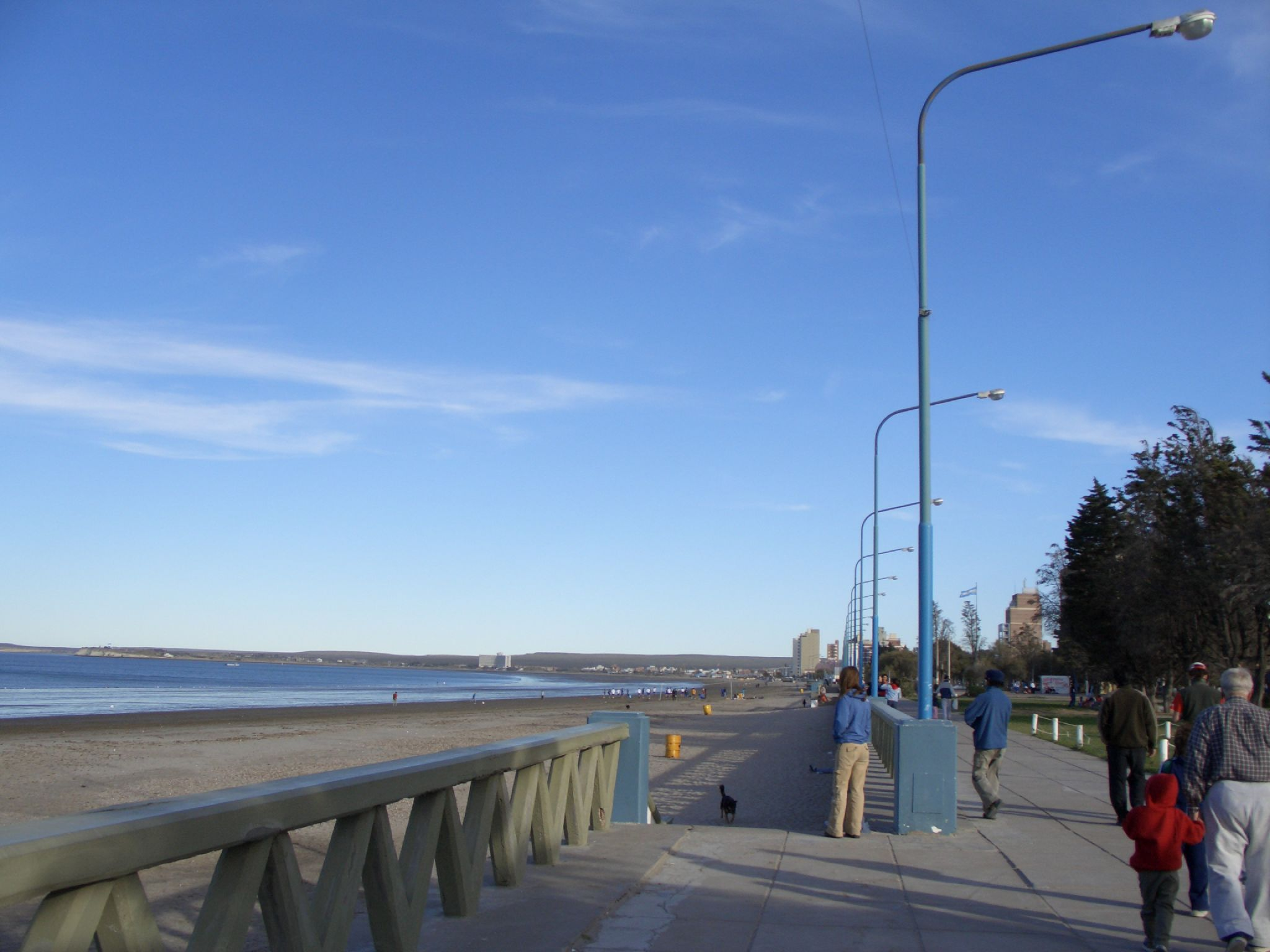
马德林港海滩

这块殖民地最后显得非常成功，然而在1914年以后，来到这一地区的移民主要是来自意大利和其他南欧国家的人，所以这些威尔士人渐渐成为了少数群体。如此，创造一个合作社（丘布特贸易公司）就变得跟灌溉系统一样重要。这个合作社为了这些拓荒者的利益而在布宜诺斯艾利斯进行贸易并充当了一个有着14个分支机构的银行。这个以礼拜堂为基础的强大合作社也是很重要的，它重视互相帮助、互相支持，以及社会活动和保险系统。不过，这个合作社在20世纪30年代的大萧条中瓦解了，许多人还失去了他们的存款。1963年4月19日，人们开始在特雷利乌以西120千米处的丘布特河上建造水坝。这个水坝终于消除了下丘布特谷的洪水风险。
这些威尔士人在这片土地上留下了他们的印记。在丘布特省的各地都有风车房和礼拜堂，这其中包括用特殊木材和波纹锌板建造的萨莱姆礼拜堂和特雷利乌的圣大卫沙龙。其中的圣大卫沙龙是对彭布罗克郡的圣戴维兹大教堂的一次重建尝试。沿着山谷而建的许多定居点都有着威尔士语名字。
随着岁月的流失，人们对威尔士语的使用越来越少，并且在1914年以后，许多年来，威尔士与丘布特之间的接触也相对少了。这一事态的改变发生在1965年。那一年有许多的威尔士人造访了巴塔哥尼亚以庆祝殖民地建立100周年。那之后，来自威尔士的访客的数量便大幅增长了。一些教师被派来帮忙保持威尔士语的存在，使得懂威尔士语成为了一项社会特征，一种社会身份──即使是在非威尔士裔人之中。此外还有一些重要的文化活动，包括礼拜堂、诗歌，以及在盖曼和多拉翁的河畔茶馆里供应的威尔士茶。在2006年，丘布特谷和威尔士之间的联系再次增强。这一次是和运动有关。阿根廷队和威尔士队之间的两场巡回比赛中的第一场在马德林港打响。阿根廷队以27比25获胜。另一个关于阿根廷与威尔士的联系的范例是位于伦敦的威尔士中心多年来都是阿根廷探戈舞的主要上演场所之一。
这一地区最重要的定居点是马德林港、特雷韦林（“磨坊镇”）、罗森、特雷利乌、多拉翁、盖曼。

## 阿根廷地点的威尔士语名字
| 中文地名         | 西班牙文地名          | 西班牙文地名含义说明                                                           | 威尔士文地名          | 威尔士文地名含义说明                                  |
| ---------------- | --------------------- | ------------------------------------------------------------------------------ | --------------------- | ----------------------------------------------------- |
| 阿根廷           | Argentina             | 来自拉丁语“argentum”（银）                                                     | Yr Ariannin           | “yr”为定冠词，“Ariannin”来自“arian”（银）             |
| 阿罗约-佩斯卡多  | Arroyo Pescado        | 鱼溪                                                                           | Nant y Pysgod         | 鱼溪                                                  |
| 多拉翁           | Dolavon               | 多拉翁                                                                         | Dol Afon              | 牧草地河                                              |
| 弗里奥谷         | Valle Frío            | 冷谷                                                                           | Dyffryn Oer           | 冷谷                                                  |
| 科伦托索河       | Río Correntoso        | 快流河                                                                         | Aber Gyrants          | 旋转河口                                              |
| 拉安戈斯图拉     | La Angostura          | 窄地                                                                           | Lle Cul               | 窄地                                                  |
| 拉斯普卢马斯     | Las Plumas            | 羽毛                                                                           | Dôl y Plu             | 羽毛牧草地                                            |
| 罗森             | Rawson                | 罗森                                                                           | Trerawson             | 罗森镇；“罗森”来自阿根廷内政部长吉列尔莫·罗森         |
| 马德林港         | Puerto Madryn         | 马德林港                                                                       | Porth Madryn          | 马德林港；“马德林”来自威尔士的一座叫作“马德林”的庄园  |
| 冒险堡垒         | Fuerte Aventura       | 冒险堡垒                                                                       | Caer Antur            | 冒险堡垒                                              |
| 帕索-德印第奥斯  | Paso de Indios        | 印第安人通道                                                                   | Rhyd yr Indiaid       | 印第安人渡口                                          |
| 丘布特河         | Río Chubut            | 丘布特河；“丘布特”来自切韦勒切语（切韦勒切人是马普切人的一支）“chupat”（闪烁） | Afon Camwy            | 打漩河                                                |
| 十月十六日殖民地 | Colonia 16 de Octubre | 十月十六日殖民地                                                               | Cwm Hyfryd/Bro Hydref | 宜人谷/十月谷                                         |
| 特雷利乌         | Trelew                | 特雷利乌                                                                       | Tre Lew(is)           | 刘（易斯）镇；“刘易斯”来自当地威尔士人领袖刘易斯·琼斯 |
| 特雷韦林         | Trevelin              | 特雷韦林                                                                       | Tre Felin             | 磨坊镇                                                |
| 殉道者谷         | Valle de los Mártires | 殉道者谷                                                                       | Dyffryn y Merthyron   | 殉道者谷                                              |

### 引用
1. 1 2 3  . 威尔士网站. 威尔士议会政府. 2008  [2010年12月24日]. （原始内容存档于2012年10月16日）.
2. ↑  .   [2013-02-23]. （原始内容存档于2020-06-01）.
3. ↑  威尔士国家图书馆书目："巴塔哥尼亚的威尔士人定居点" （页面存档备份，存于）
4. ↑  "威尔士人殖民地"[永久]， 迈克尔·D·琼斯教士的一篇随笔，可能是在19世纪60年代早期写的，概述了他对一个威尔士人定居点的所见。
5. ↑  "Banner Cymru", Mercher, Mawrth 4, 1857, Cyf. I, Rhif 1, p. 7, col. C. 这篇文章是关于卡那封的一场会议的，这场会议讨论的是将巴塔哥尼亚作为建立“Y Wladychfa Gymreig”的地点的好处和坏处；另见R·布林·威廉姆斯的《1865年-1965年威尔士人在巴塔哥尼亚的殖民地》（威尔士大学出版社, 加的夫, 1965），第33页镶边插图，该图显示了“威尔士人在巴塔哥尼亚的殖民地”所印的纸币，其中一张上面也印有“Y Wladychfa Gymreig”字样。
6. ↑  保罗·W·伯特. . 迪亚尔默德·奥内尔 (编辑)  (编). . 塔勒邦特: 会客厅出版社（Y Lolfa）. 2005: 146. ISBN 0-86243-723-7.
7. ↑  彼得·贝雷斯福德·埃利斯. . 塔勒邦特: 会客厅出版社（Y Lolfa）. 1983: 175–178  [2013-02-23]. ISBN 0-86243-096-8. （原始内容存档于2014-10-01）.
8. ↑  《西部邮报》, 2004年12月27日
9. ↑  苏珊·威尔金森. . 布宜诺斯艾利斯先驱报. 1998年9月  [2007年1月5日]. （原始内容存档于2007年3月5日）.
10. ↑  一阿根廷里格约5.572千米。
11. ↑  科林·H·威廉姆斯. . “多文化的加拿大”项目, 西蒙·弗雷泽大学.   [2007-07-01]. （原始内容存档于2007-06-26）.
12. ↑  格林·威廉姆斯. . 挪威语言学杂志. 1969, 增刊: 238.